# Wail
Wail est une commune française située dans le département du Pas-de-Calais en région Hauts-de-France.
La commune fait partie de la communauté de communes des 7 Vallées qui regroupe 66 communes et compte 29 425 habitants en 2022.

## Géographie

### Localisation
Localisée dans le sud du département du Pas-de-Calais, Wail est une commune de la vallée de la Canche située, à vol d'oiseau, à 5 km au sud-est de la commune d'Hesdin-la-Forêt (aire d'attraction) et à 28 km au sud-est de la commune de Montreuil-sur-Mer (chef-lieu d'arrondissement).
Le territoire de la commune est limitrophe de ceux de six communes.
Les communes limitrophes sont Quœux-Haut-Maînil, Fillièvres, Galametz, Vacqueriette-Erquières, Vieil-Hesdin et Willeman.

### Géologie et relief
La superficie de la commune est de 9,15 km2 ; son altitude varie de 34  à   137 mètres.

### Hydrographie
Le territoire de la commune est situé dans le bassin Artois-Picardie.
La commune est traversée par la Canche, un cours d'eau naturel de 100,22 km, qui prend sa source dans la commune de Gouy-en-Ternois et se jette dans la Manche entre Étaples et Le Touquet-Paris-Plage.

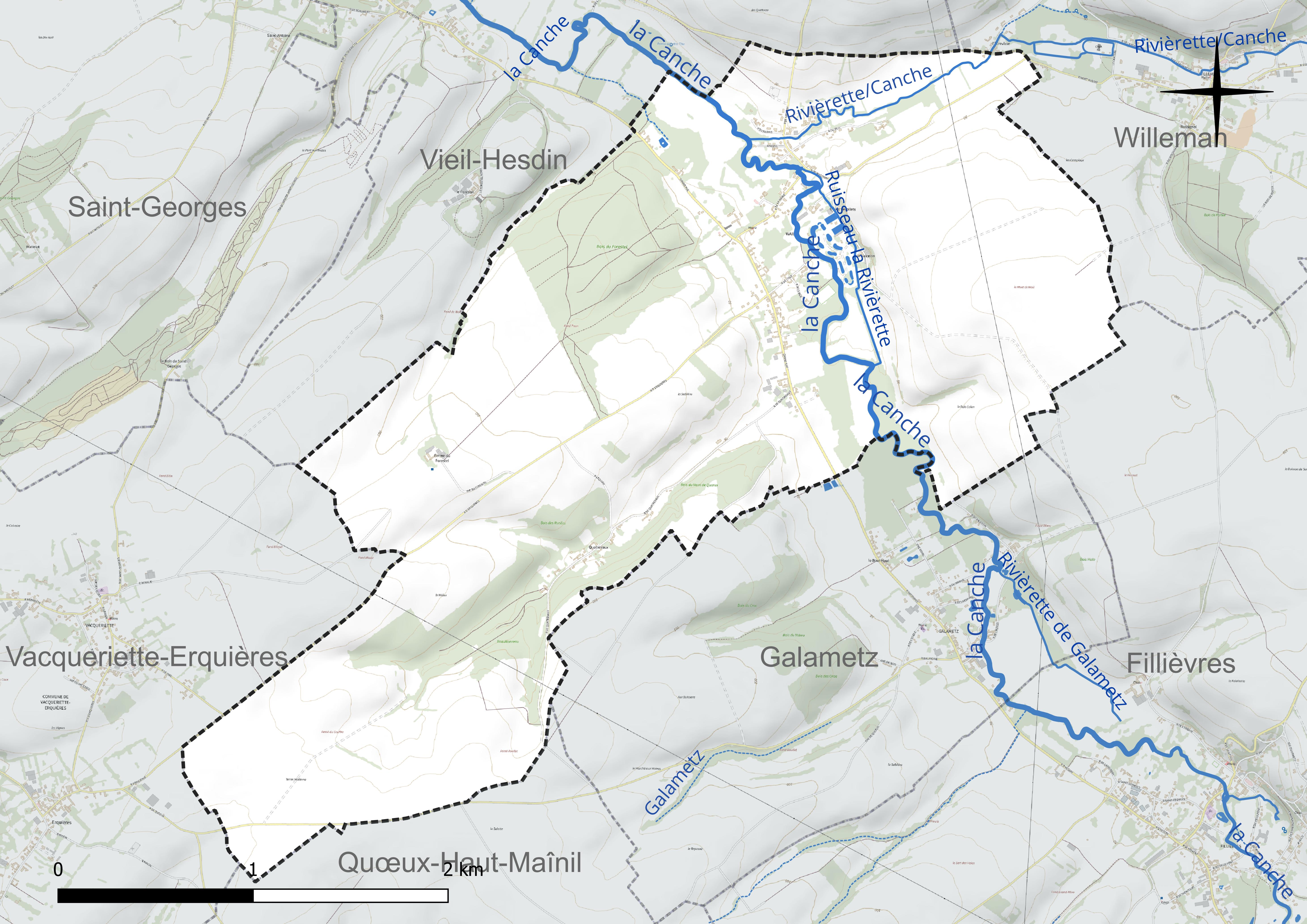
Réseau hydrographique de Wail.

La Rivièrette, affluent de la Canche d'une longueur de 3,41 km, qui prend sa source dans la commune de Willeman, se jette dans La Canche au niveau de la commune de Wail,.

### Climat
Pour des articles plus généraux, voir Climat des Hauts-de-France et Climat du Nord-Pas-de-Calais.
En 2010, le climat de la commune est de type climat océanique altéré, selon une étude du CNRS s'appuyant sur une série de données couvrant la période 1971-2000. En 2020, Météo-France publie une typologie des climats de la France métropolitaine dans laquelle la commune est exposée à un climat océanique et est dans la région climatique Côtes de la Manche orientale, caractérisée par un faible ensoleillement (1 550 h/an) ; forte humidité de l’air (plus de 20 h/jour avec humidité relative > 80 % en hiver), vents forts fréquents.
Pour la période 1971-2000, la température annuelle moyenne est de 10,5 °C, avec une amplitude thermique annuelle de 13,4 °C. Le cumul annuel moyen de précipitations est de 845 mm, avec 12,7 jours de précipitations en janvier et 8,6 jours en juillet. Pour la période 1991-2020, la température moyenne annuelle observée sur la station météorologique la plus proche, située sur la commune de Humières à 7 km à vol d'oiseau, est de 10,9 °C et le cumul annuel moyen de précipitations est de 856,9 mm,. Pour l'avenir, les paramètres climatiques de la commune estimés pour 2050 selon différents scénarios d'émission de gaz à effet de serre sont consultables sur un site dédié publié par Météo-France en novembre 2022.

### Paysages
Pour un article plus général, voir Paysage en France.
La commune s'inscrit dans les « paysages du Ternois » tels qu’ils sont définis dans l’atlas de paysages de la région Nord-Pas-de-Calais, conçu par la direction régionale de l'Environnement, de l'Aménagement et du Logement (DREAL),.
Ces paysages, qui concernent 138 communes avec trois pôles d’attraction que sont Hesdin-la-Forêt à l'ouest, Saint-Pol-sur-Ternoise à l’est et, dans une moindre mesure, Frévent en lisière sud, sont délimités par deux cours d’eau : la Canche au Sud et la Ternoise au Nord. Ces paysages sont composés de plateaux, de vallées et de bocages. Les plateaux du Ternois montrent une structure tabulaire assez plane et une altitude assez régulière avec des points culminants entre 150 et 160 m.
Le territoire d’une vingtaine de kilomètres du Nord au Sud et d’Est en Ouest, est traversé par la D 939 reliant Saint-Pol-sur-Ternoise à Hesdin, par la D 912 entre Saint-Pol-sur-Ternoise et Frévent et par la ligne ferroviaire de Saint-Pol-sur-Ternoise à Étaples dans la vallée de la Canche. La position excentrée, en l’absence de grands axes autoroutiers ou ferrés structurants, a permis au Ternois de conserver un caractère rural et une certaine qualité de paysage.
Au niveau de l’occupation des sols, les surfaces cultivées sont omniprésentes sur les plateaux, avec majoritairement la culture de la betterave et de la pomme de terre, et représentent près de 72 % de la surface totale de ces paysages du Ternois, les espaces artificialisés, cantonnés dans les fonds de vallée, représentent 13 % et les surfaces boisées, présentes dans les deux principales vallées de la Ternoise et de la Canche, ne représentent que 6 %.

### Milieux naturels et biodiversité

#### Zone naturelle d'intérêt écologique, faunistique et floristique
L’inventaire des zones naturelles d'intérêt écologique, faunistique et floristique (ZNIEFF) a pour objectif de réaliser une couverture des zones les plus intéressantes sur le plan écologique, essentiellement dans la perspective d’améliorer la connaissance du patrimoine naturel national et de fournir aux différents décideurs un outil d’aide à la prise en compte de l’environnement dans l’aménagement du territoire.
Le territoire communal comprend une ZNIEFF de type 2 : la haute vallée de la Canche et ses versants en amont de Sainte-Austreberthe qui se situe dans le pays du Ternois. Il offre un relief de coteau abrupt au Nord et des pentes douces au Sud. Le fond de vallée est constitué de pâturages et de zones de cultures. Les versants les plus pentus et inaccessibles accueillent des boisements.

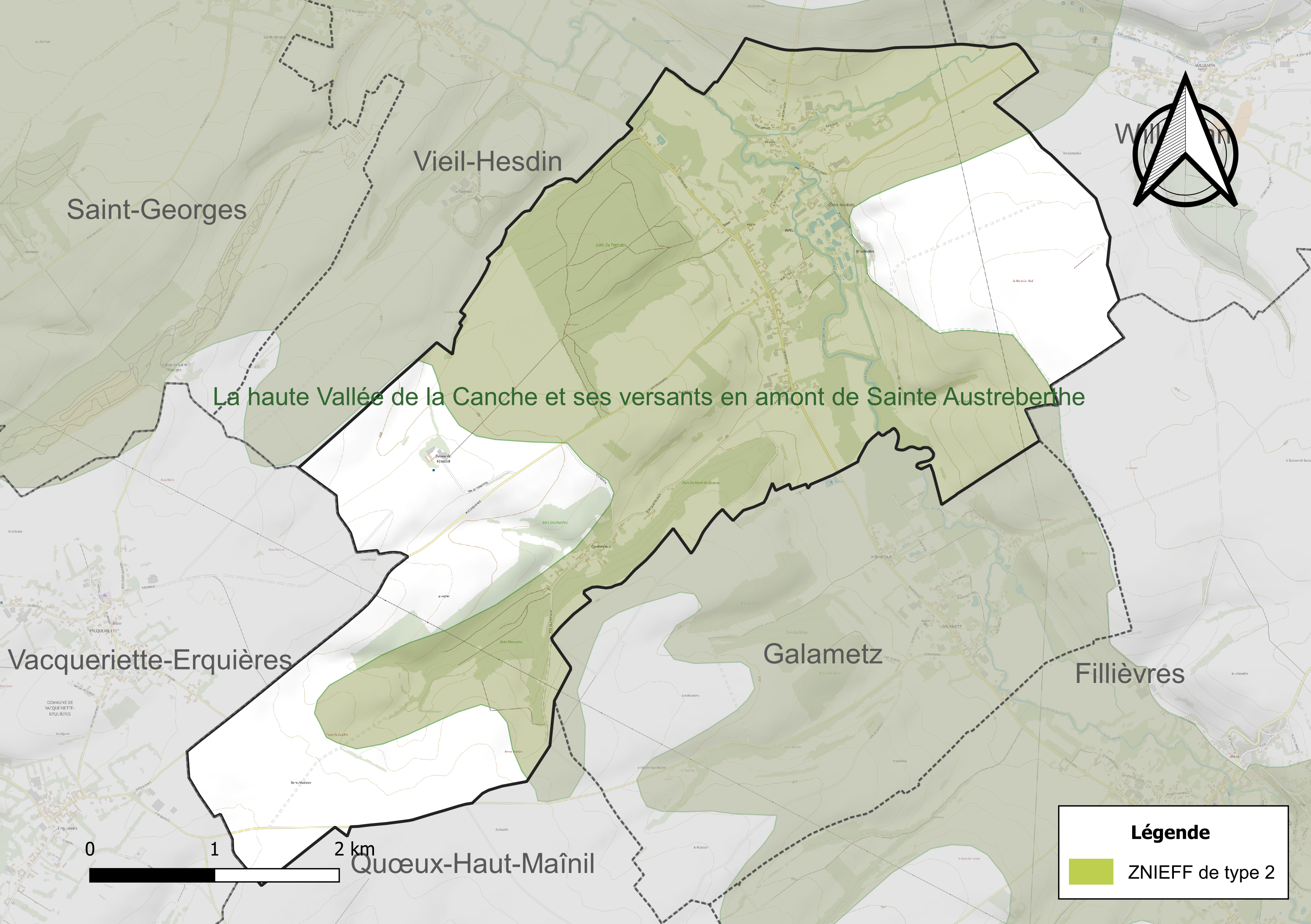
Carte de la ZNIEFF sur la commune.

## Urbanisme

### Typologie
Au 1er janvier 2024, Wail est catégorisée commune rurale à habitat dispersé, selon la nouvelle grille communale de densité à sept niveaux définie par l'Insee en 2022.
Elle est située hors unité urbaine. Par ailleurs la commune fait partie de l'aire d'attraction d'Hesdin, dont elle est une commune de la couronne,. Cette aire, qui regroupe 28 communes, est catégorisée dans les aires de moins de 50 000 habitants,.

### Occupation des sols
L'occupation des sols de la commune, telle qu'elle ressort de la base de données européenne d’occupation biophysique des sols Corine Land Cover (CLC), est marquée par l'importance des territoires agricoles (81,9 % en 2018), en augmentation par rapport à 1990 (80,5 %). La répartition détaillée en 2018 est la suivante : 
terres arables (58,5 %), prairies (21,8 %), forêts (13,4 %), zones urbanisées (4,7 %), zones agricoles hétérogènes (1,6 %). L'évolution de l’occupation des sols de la commune et de ses infrastructures peut être observée sur les différentes représentations cartographiques du territoire : la carte de Cassini (XVIIIe siècle), la carte d'état-major (1820-1866) et les cartes ou photos aériennes de l'IGN pour la période actuelle (1950 à aujourd'hui).

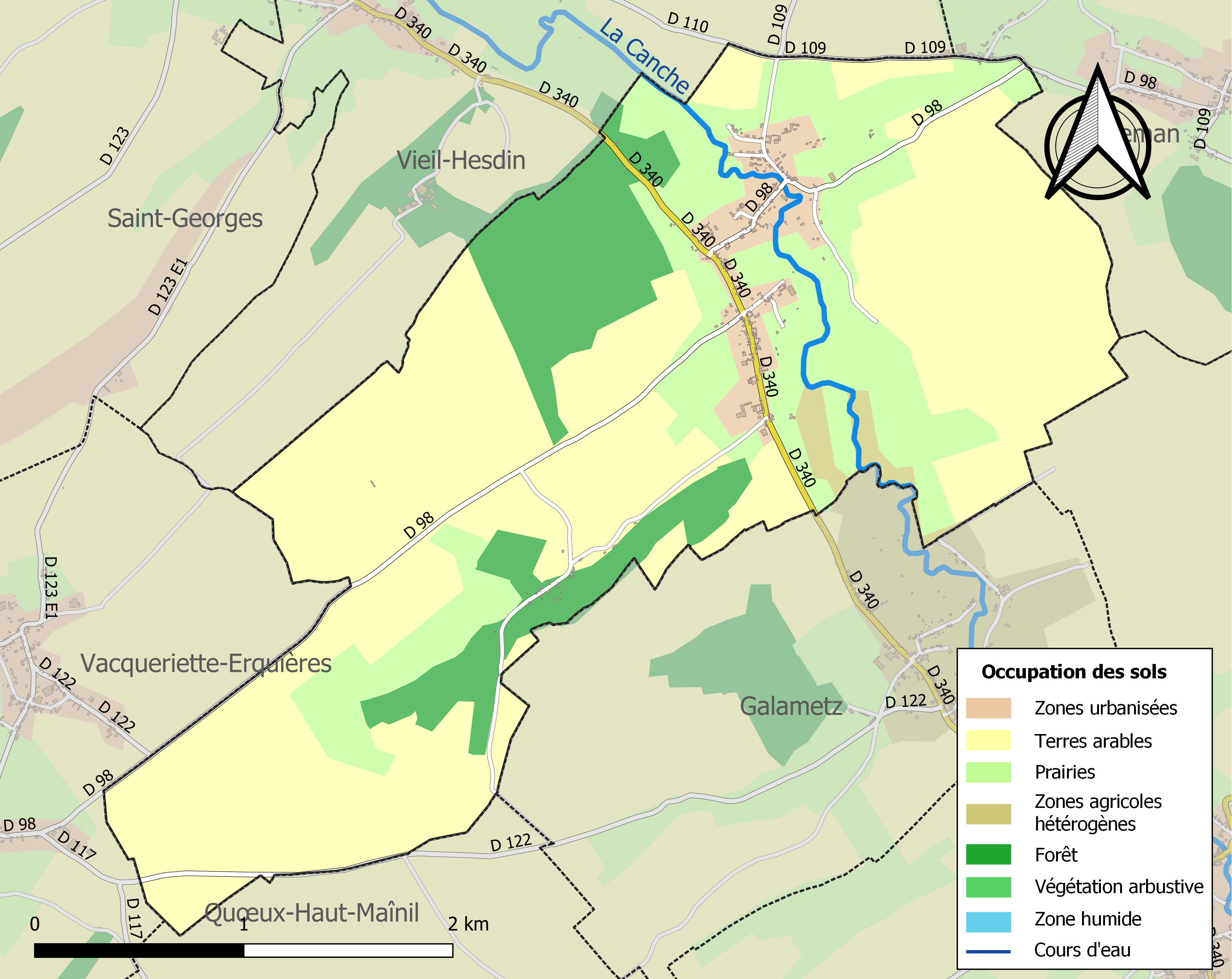
Carte des infrastructures et de l'occupation des sols de la commune en 2018 (CLC).

### Habitat et logement
En 2018, le nombre total de logements dans la commune était de 153, alors qu'il était de 154 en 2013 et de 144 en 2008.
Parmi ces logements, 75,1 % étaient des résidences principales, 19,5 % des résidences secondaires et 5,4 % des logements vacants. Ces logements étaient pour 99,3 % d'entre eux des maisons individuelles et pour 0,7 % des appartements.
Le tableau ci-dessous présente la typologie des logements à Wail en 2018 en comparaison avec celle du Pas-de-Calais et de la France entière. Une caractéristique marquante du parc de logements est ainsi une proportion de résidences secondaires et logements occasionnels (19,5 %) supérieure à celle du département (6,4 %) et à celle de la France entière (9,7 %). Concernant le statut d'occupation de ces logements, 66,7 % des habitants de la commune sont propriétaires de leur logement (72,6 % en 2013), contre 57,8 % pour le Pas-de-Calais et 57,5 pour la France entière.
| Typologie                                               | Wail | Pas-de-Calais | France entière |
| ------------------------------------------------------- | ---- | ------------- | -------------- |
| Résidences principales (en %)                           | 75,1 | 86            | 82,1           |
| Résidences secondaires et logements occasionnels (en %) | 19,5 | 6,4           | 9,7            |
| Logements vacants (en %)                                | 5,4  | 7,6           | 8,2            |

### Lieux-dits, hameaux et écarts
La commune possède un hameau  appelé Quatrevaux.

## Toponymie
Le nom de la localité est attesté sous les formes Wadhil en 1066, Wail en 1079, Guahil en 1143, Wahil en 1154.
Il s'agit vraisemblablement d'un dérivé du germanique wad- « gué, passage à gué », à savoir *wadilą (cf. vieux saxon widil, vieux norois vaðill, allemand Wedel).
Voir Gaillon et son dérivé ancien Waillonchel au XIIIe siècle.

## Histoire

### Seigneuries
Wail comportait plusieurs seigneuries :
- Deux relevaient de la baronnie de Fillières : l'une appartenait aux chanoines du chapitre d'Aire-sur-la-Lys et l'autre dite du Clocher et qui comportait plusieurs fiefs était possédée en 1483 par Guillaume Coulon. Elle passa par alliance à la famille de Hautecloque à la fin du XVIe siècle[20].
- La seigneurie du Valentin fut possédée par les familles de Bournonville, de Bernicourt (1683), Jonglet (1693) et par alliance à la famille de Brandt de Marconne et à ses héritiers[20].
- La seigneurie de Quatre-veaux que l'on croit avoir été l'apanage d'une branche cadette de la maison de Créquy dépendait en 1425 du couvent d'Auchy, avait pour seigneur Adam Caverel en 1481. Elle fut vendue en 1507 par Jean de Calonne à Jehan de Vérité dont la fille l'apporta à la famille de Hateclocque[20].

### Couvent des Récollets
Au début du XVIe siècle, Jehan de Bournonville fit bâtir une chapelle et des bâtiments dont les cordeliers d'Abbeville prirent possession en 1503. Par suite des guerres, ceux-ci durent céder, quelques années après, leur couvent aux récollets espagnols qui furent remplacés en 1639 par des récollets français. Le couvent avec ses dépendances fut vendu comme bien national et l'église, bâtie en 1503, fut rasée. Vers 1880, le château avait totalement disparu.

### Depuis 1789
Lors de la Révolution française, la commune est chef-lieu de canton de 1801 à 1816.
Pendant la Première Guerre mondiale, en février 1916, des soldats français ont cantonné sur la commune d'Erquières, et les villages voisins Fontaine-l'Étalon, Wail, Galametz, Vacqueriette. Ces troupes ont fait étape dans ces communes avant de se diriger vers leurs lieux de cantonnements situés à proximité du centre d'instruction de Saint-Riquier dans la Somme.

## Politique et administration

### Découpage territorial
La commune se trouve depuis 1926 dans l'arrondissement d'Arras du département du Pas-de-Calais.

#### Commune et intercommunalités
Wail était membre de la communauté de communes de Canche Ternoise, un établissement public de coopération intercommunale (EPCI) à fiscalité propre créé en 1992 et auquel la commune avait transféré un certain nombre de ses compétences, dans les conditions déterminées par le code général des collectivités territoriales.
Cette intercommunalité a fusionné avec sa voisine pour former, le 1er janvier 2014, la communauté de communes des 7 Vallées dont est désormais membre la commune.

#### Circonscriptions administratives
La commune faisait partie depuis 1816 du canton du Parcq. Dans le cadre du redécoupage cantonal de 2014 en France, cette circonscription administrative territoriale a disparu, et le canton n'est plus qu'une circonscription électorale.
Pour les élections départementales, la commune fait partie depuis 2014 du canton d'Auxi-le-Château.

#### Circonscriptions électorales
Pour l'élection des députés, la commune fait partie de la quatrième circonscription du Pas-de-Calais.

### Élections municipales et communautaires

#### Liste des maires
| Période                                  | Période                   | Identité        | Étiquette | Qualité                             |
| ---------------------------------------- | ------------------------- | --------------- | --------- | ----------------------------------- |
| Les données manquantes sont à compléter. |                           |                 |           |                                     |
| mars 2001                                | 2008                      | Gérard Vandal   |           |                                     |
| mars 2008                                | mai 2020                  | Louis Thellier, |           | Clerc de notaire retraité           |
| mai 2020                                 | En cours (au 4 mars 2021) | Serge Gotterand |           | Major de gendarmerie à la retraite, |

## Équipements et services publics

### Enseignement
Les enfants de la commune sont scolarisés au sein d'un regroupement pédagogique intercommunal dont une classe se trouve en 2017 dans la commune.

## Population et société

### Démographie

#### Évolution démographique
L'évolution du nombre d'habitants est connue à travers les recensements de la population effectués dans la commune depuis 1793. Pour les communes de moins de 10 000 habitants, une enquête de recensement portant sur toute la population est réalisée tous les cinq ans, les populations de référence des années intermédiaires étant quant à elles estimées par interpolation ou extrapolation. Pour la commune, le premier recensement exhaustif entrant dans le cadre du nouveau dispositif a été réalisé en 2004.

En 2022, la commune comptait 253 habitants, en évolution de −5,95 % par rapport à 2016 (Pas-de-Calais : −0,72 %, France hors Mayotte : +2,11 %).
| 1793 | 1800 | 1806 | 1821 | 1831 | 1836 | 1841 | 1846 | 1851 |
| ---- | ---- | ---- | ---- | ---- | ---- | ---- | ---- | ---- |
| 555  | 450  | 547  | 551  | 526  | 501  | 515  | 532  | 529  |

| 1856 | 1861 | 1866 | 1872 | 1876 | 1881 | 1886 | 1891 | 1896 |
| ---- | ---- | ---- | ---- | ---- | ---- | ---- | ---- | ---- |
| 525  | 540  | 505  | 493  | 457  | 461  | 465  | 478  | 459  |

| 1901 | 1906 | 1911 | 1921 | 1926 | 1931 | 1936 | 1946 | 1954 |
| ---- | ---- | ---- | ---- | ---- | ---- | ---- | ---- | ---- |
| 421  | 411  | 393  | 360  | 349  | 319  | 355  | 359  | 346  |

| 1962 | 1968 | 1975 | 1982 | 1990 | 1999 | 2004 | 2006 | 2009 |
| ---- | ---- | ---- | ---- | ---- | ---- | ---- | ---- | ---- |
| 339  | 304  | 315  | 278  | 224  | 265  | 261  | 252  | 272  |

| 2014 | 2019 | 2022 | - | - | - | - | - | - |
| ---- | ---- | ---- | - | - | - | - | - | - |
| 269  | 259  | 253  | - | - | - | - | - | - |

#### Pyramide des âges
En 2018, le taux de personnes d'un âge inférieur à 30 ans s'élève à 30,8 %, soit en dessous de la moyenne départementale (36,7 %). À l'inverse, le taux de personnes d'âge supérieur à 60 ans est de 28,6 % la même année, alors qu'il est de 24,9 % au niveau départemental.
En 2018, la commune comptait 131 hommes pour 130 femmes, soit un taux de 50,19 % d'hommes, légèrement supérieur au taux départemental (48,50 %).
Les pyramides des âges de la commune et du département s'établissent comme suit.
| Hommes | Classe d’âge | Femmes |
| ------ | ------------ | ------ |
| 0,8    | 90 ou +      | 0,8    |
| 7,7    | 75-89 ans    | 7,8    |
| 18,5   | 60-74 ans    | 21,7   |
| 27,7   | 45-59 ans    | 26,4   |
| 13,8   | 30-44 ans    | 13,2   |
| 16,2   | 15-29 ans    | 20,2   |
| 15,4   | 0-14 ans     | 10,1   |

| Hommes | Classe d’âge | Femmes |
| ------ | ------------ | ------ |
| 0,5    | 90 ou +      | 1,6    |
| 5,6    | 75-89 ans    | 8,9    |
| 16,7   | 60-74 ans    | 18,1   |
| 20,2   | 45-59 ans    | 19,2   |
| 18,9   | 30-44 ans    | 18,1   |
| 18,2   | 15-29 ans    | 16,2   |
| 19,9   | 0-14 ans     | 17,9   |

## Culture locale et patrimoine

### Lieux et monuments

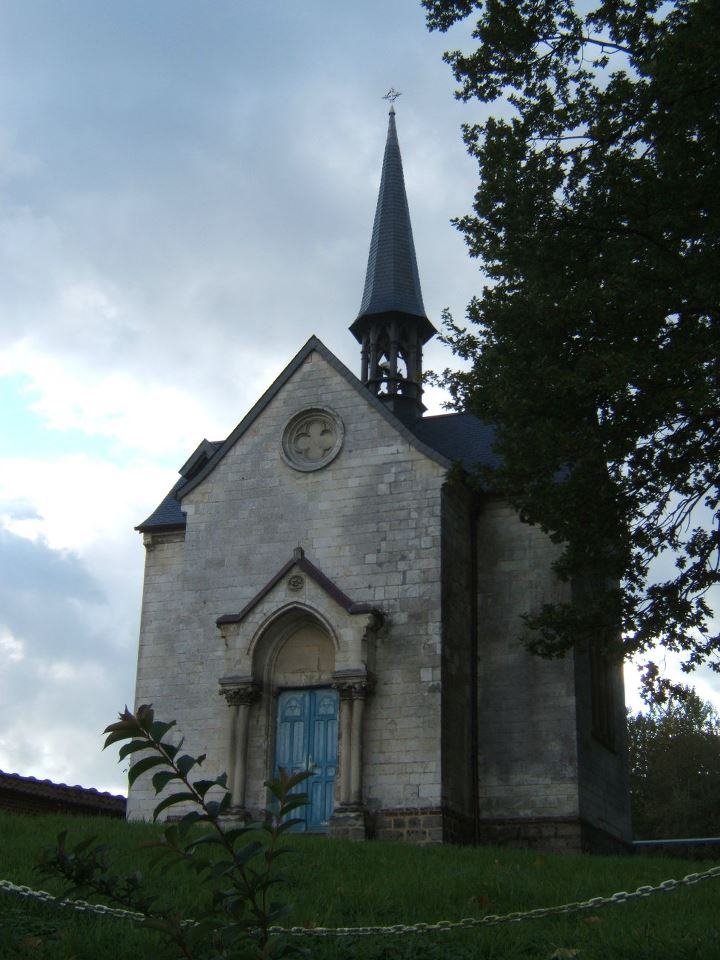
La chapelle des Hautecloque.

La commune est  connue pour ses équipements touristiques et de détente. On peut signaler :
- La nouvelle mairie, aménagée en 2019 dans l'ancien presbytère[28],[23].
- Le moulin sur la Canche.
- La chapelle où ont été inhumés les de  Hauteclocque depuis le XVIe siècle. Toutefois, l'actuelle chapelle est une reconstruction datant de 1867.
- L'église Saint-Martin, du XVIIIe siècle.
- Pisciculture et les étangs des prés du Valentin,
- Jardin des Hayures à Quatrevaux,
- Domaine de Wail et ses cabanes dans les arbres.

La commune est traversée par le GR 121, dont le tracé est également utilisé par le GRP Canche-Authie / Ternois sud.

### Héraldique
| Blason de Wail | Blason  | D'argent à la croix de gueules chargée de trois molettes de huit rais d'argent rangées en pal. |
| Blason de Wail | Détails | Le statut officiel du blason reste à déterminer.                                               |

## Pour approfondir